# Svenska basketligan för herrar 2012/2013
Svenska Basketligan för herrar 2012/2013 var den högsta serien i basket för herrar i Sverige säsongen 2012/2013 och bestod av 12 lag som spelade totalt 33 omgångar. De åtta främsta gick vidare till slutspel. Slutspelet bestod av kvartsfinaler och semifinaler som spelades bäst av fem samt en finalserie som spelas bäst av sju. Södertälje Kings blev svenska mästare efter finalseger mot Sundsvall Dragons med 4-2 i matcher. 08 Stockholm Human Rights och Stockholm Eagles flyttades ner efter säsongen till följd av att Svenska basketligan minskade antal lag från 12 till 10 inför nästkommande säsong.

## Grundserie
| Plats | Lag                       | Spelade | Vinster | Förluster | Poäng     | +/-  | Poäng |
| ----- | ------------------------- | ------- | ------- | --------- | --------- | ---- | ----- |
| 1     | Sundsvall Dragons         | 33      | 27      | 6         | 3003-2703 | +300 | 54    |
| 2     | Uppsala Basket            | 33      | 25      | 8         | 2761-2438 | +323 | 50    |
| 3     | Södertälje Kings          | 33      | 24      | 9         | 2734-2433 | +301 | 48    |
| 4     | Norrköping Dolphins       | 33      | 21      | 12        | 2714-2577 | +137 | 42    |
| 5     | Borås Basket              | 33      | 21      | 12        | 3141-3030 | +111 | 42    |
| 6     | Solna Vikings             | 33      | 20      | 13        | 2770-2652 | +118 | 40    |
| 7     | LF Basket                 | 33      | 17      | 16        | 2830-2755 | +75  | 34    |
| 8     | 08 Stockholm Human Rights | 33      | 16      | 17        | 2769-2762 | +7   | 32    |
| 9     | Jämtland Basket           | 33      | 8       | 25        | 2506-2824 | -318 | 16    |
| 10    | Stockholm Eagles          | 33      | 7       | 26        | 2513-2778 | -265 | 14    |
| 11    | Nässjö Basket             | 33      | 7       | 26        | 2433-2803 | -370 | 14    |
| 12    | ecoÖrebro                 | 33      | 5       | 28        | 2497-2916 | -419 | 10    |

## Slutspel

### Kvartsfinal
Kvartsfinalerna spelades mellan den 15 och 27 mars 2013.
| Match                                                     | Resultat     |
| --------------------------------------------------------- | ------------ |
| Sundsvall Dragons–08 Stockholm Human Rights 3–1 i matcher |              |
| Sundsvall–08 Stockholm                                    | 91–76        |
| 08 Stockholm–Sundsvall                                    | 90–98        |
| Sundsvall–08 Stockholm                                    | 70–74        |
| 08 Stockholm–Sundsvall                                    | 88–93        |
| Uppsala Basket–LF Basket 3–1 i matcher                    |              |
| Uppsala–LF                                                | 93–88 (e fl) |
| LF–Uppsala                                                | 88–81        |
| Uppsala–LF                                                | 76–72        |
| LF–Uppsala                                                | 73–91        |
| Södertälje Kings–Solna Vikings 3–2 i matcher              |              |
| Södertälje–Solna                                          | 78–70        |
| Solna–Södertälje                                          | 71–79        |
| Södertälje–Solna                                          | 61–68        |
| Solna–Södertälje                                          | 83–66        |
| Södertälje–Solna                                          | 98–74        |
| Norrköping Dolphins–Borås Basket 3–1 i matcher            |              |
| Norrköping–Borås                                          | 94–85        |
| Borås–Norrköping                                          | 104–80       |
| Norrköping–Borås                                          | 79–72        |
| Borås–Norrköping                                          | 63–74        |

### Semifinal
Semifinalerna spelades mellan den 2 och 11 april 2013.
| Match                                               | Resultat |
| --------------------------------------------------- | -------- |
| Sundsvall Dragons–Norrköping Dolphins 3–1 i matcher |          |
| Sundsvall–Norrköping                                | 74–72    |
| Norrköping–Sundsvall                                | 77–66    |
| Sundsvall–Norrköping                                | 79–76    |
| Norrköping–Sundsvall                                | 72–102   |
| Uppsala Basket–Södertälje Kings 0–3 i matcher       |          |
| Uppsala–Södertälje                                  | 63–67    |
| Södertälje–Uppsala                                  | 76–74    |
| Uppsala–Södertälje                                  | 56–68    |

### Final
Finalerna spelades mellan den 18 och 30 april 2013.
| Match                                            | Resultat       |
| ------------------------------------------------ | -------------- |
| Sundsvall Dragons–Södertälje Kings 2–4 i matcher |                |
| Sundsvall–Södertälje                             | 66–72          |
| Södertälje–Sundsvall                             | 76–74          |
| Sundsvall–Södertälje                             | 80–75          |
| Södertälje–Sundsvall                             | 84–75          |
| Sundsvall–Södertälje                             | 90–79          |
| Södertälje–Sundsvall                             | 109–104 (e fl) |

## Källa
- Everysport.com: Basketligan